# Qaraoğlan (Yevlax)
Qaraoğlan è un comune dell'Azerbaigian situato nel distretto di Yevlax. Conta una popolazione di 1 196 abitanti.